# Lex Saxonum
Lex Saxonum – jedno z Leges Barbarorum obowiązujące plemię Sasów. Zostało uchwalone z inicjatywy Karola Wielkiego na zjeździe w Akwizgranie w latach 802-803. Zawierało 66 artykułów podzielonych na 5 części.